# 卡萊爾鎮區 (阿肯色州洛諾克縣)
卡萊爾鎮區（英語：Carlisle Township）是位於美國阿肯色州洛諾克縣的一個行政鎮區。

## 地方資料
卡萊爾鎮區的面積為160.27平方千米，當中陸地面積為157.41平方千米，而水域面積為2.86平方千米。根據2010年美國人口普查的數據，當地共有人口2620人，而人口密度為每平方千米16.35人。